# NOTCH1
NOTCH1 (англ. Notch 1) – білок, який кодується однойменним геном, розташованим у людей на короткому плечі 9-ї хромосоми, а саме 9q34.3. Довжина поліпептидного ланцюга білка становить 2 555 амінокислот, а молекулярна маса — 272 505.
Кодований геном білок за функціями належить до рецепторів, активаторів, білків розвитку, фосфопротеїнів. 
Задіяний у таких біологічних процесах, як транскрипція, регуляція транскрипції, ангіогенез, диференціація клітин. 
Білок має сайт для зв'язування з іонами металів, іоном кальцію. 
Локалізований у клітинній мембрані, ядрі, мембрані. До пов'язаних із його функцією біохімічних шляхів належить регуляція активованої PAK-2p34 шляхом протеосомо-асоційованої деградації та конститутивний сигналінг NOTCH1 HD+PEST доменних мутантів.

## Функції
Цей ген кодує представника родини Notch, а саме Notch 1. Члени цього сімейства трансмембранних білків мають спільні структурні характеристики, включаючи позаклітинний домен, що складається з багатьох EGF-подібних повторів (EGF - епідермальний фактор росту), і внутрішньоклітинний домен, що складається з доменів різного типу. За EGF-подібними доменами слідують LNR-домени, які формують комплекс із лігандом для превенції сигналінгу. Члени родини Notch відіграють певну роль у різноманітних процесах розвитку, контролюючи шлях диференціації клітини. Сигнальна мережа Notch — це еволюційно збережений міжклітинний сигнальний шлях, який регулює взаємодію між суміжними клітинами. У дрозофіли взаємодія notch з її клітинними лігандами (дельта, зубчастий) встановлює міжклітинний сигнальний шлях, який відіграє ключову роль у розвитку. Гомологи notch-лігандів також були ідентифіковані у людей, але точні взаємодії між цими лігандами та людськими гомологами notch ще належить визначити. Цей білок розщеплюється в транс-мережі Гольджі та представлений на поверхні клітини у вигляді гетеродимера. Він функціонує як рецептор для зв’язаних з мембраною лігандів і може відігравати багато ролей під час розвитку.
Є докази того, що активовані Notch 1 і Notch 3 сприяють диференціюванню клітин-попередників у астроглію. Notch 1, коли він активований до народження, індукує радіальну диференціацію глії , але постнатально індукує диференціювання в астроцити . Одне дослідження показує, що каскад Notch-1 активується Reelin, але конкретний спосіб не встановлений. Згідно з іншим, Reelin і Notch1 беруть участь у розвитку зубчастої звивини.

## Особливості четвертинної структури
Гетеродимер C-кінцевого фрагмента N(TM) і N-кінцевого фрагмента N(EC), які, ймовірно, з'єднані дисульфідними зв'язками.
- Взаємодіє з DNER, DTX1, DTX2 і RBPJ/RBPSUH.
- Також взаємодіє з MAML1, MAML2 і MAML3, які діють як коактиватори транскрипції для NOTCH1
- Внутрішньоклітинний домен NOTCH1 взаємодіє з SNW1; взаємодія включає мультимеризований NOTCH1 NICD і бере участь у формуванні проміжного преактиваційного комплексу, який асоціюється з ДНК-зв’язаним CBF-1/RBPJ
- Активована мембранно-зв’язана форма взаємодіє з AAK1, що сприяє стабілізації NOTCH1.
- Утворює тримерний комплекс з FBXW7 і SGK1.
- Взаємодіє з HIF1AN.
- HIF1AN негативно регулює функцію внутрішньоклітинного домену notch (NICD), прискорюючи міогенну диференціацію
- Взаємодіє (через NICD) із SNAI1 (через цинкові пальці); взаємодія індукує деградацію SNAI1 через убіквітування, опосередковане MDM2, і пригнічує інвазію клітин, спричинену SNAI1.
- Взаємодіє (через NICD) з MDM2A.
- Взаємодіє (через NICD) з BCL6; взаємодія зменшує рекрутинг MAML1 за допомогою NOTCH1 NICD на ДНК цільових генів і пригнічує активність транскративації NOTCH1.
- Взаємодіє з THBS4 (за схожістю).
- Взаємодіє (через EGF-подібну область повтору) з CCN3 (через домен CTCK)
- Взаємодіє (через EGF-подібні домени) з DLL4 (через N-кінцеві домени DSL і MNNL) (за подібністю).
- Взаємодіє з ZIMZ1.
- Взаємодіє (через домен NICD) з MEGF10 (через цитоплазматичний домен).
- Взаємодіє з DLL1 і JAG1 (За схожістю).
- Взаємодіє (через домен NICD) з PRAG1 (за подібністю).
- Утворює комплекс із PRAG1, N1ICD і MAML1 залежно від MAML1 (за подібністю).
- Взаємодіє (через трансмембранну область) з PSEN1; взаємодія пряма
- Взаємодіє з ZFP64 (за схожістю).[6]
- Взаємодіє із GSK3B,[13]
- Взаємодіє із Lck,[14]
- Взаємодіє із MAML1,[15][16]
- Взаємодіє із Mothers against decapentaplegic homolog 3[17]
- Взаємодіє із NFKB1,[18][19]
- Взаємодіє із NOV [20]
- Взаємодіє із RBPJ,[21][22]
- Взаємодіє із SNW1,[23][24]
- Взаємодіє із Убіквітином С,[25]
- Взаємодіє із YY1,[26]
- Взаємодіє із USP10.[27]

## Посттрансляційні модифікації
- Синтезується в ендоплазматичному ретикулумі як неактивна форма, яка протеолітично розщеплюється фуриноподібною конвертазою в транс-мережі Гольджі перед тим, як досягне плазматичної мембрани з утворенням активної форми, доступної для ліганду (за подібністю). Результатом розщеплення є C-кінцевий фрагмент N(TM) і N-кінцевий фрагмент N(EC). Після зв’язування ліганду ADAM17 розщеплює його з утворенням пов’язаного з мембраною проміжного фрагмента, який називається позаклітинною гілкою (truncation) Notch (NEXT). Після ендоцитозу цей фрагмент потім розщеплюється однією з каталітичних субодиниць гамма-секретази (PSEN1 або PSEN2), щоб вивільнити з мембрани пептид Notch, що містить внутрішньоклітинний домен (NICD).[6]
- Фосфорилювання.[28]
- O-глікозильовання на EGF-подібних доменах. О-глюкозильовання відбувається за за Ser-435 за рахунок KDELC1 і KDELC2. Містить як О-пов’язану фукозу, так і О-пов’язану глюкозу в EGF-подібних доменах 11, 12 і 13, які взаємодіють із залишками на DLL4 (за подібністю). О-пов’язане глікозилювання за допомогою GALNT11 бере участь у визначенні лівої/правої симетрії: глікозилювання сприяє активації NOTCH1, можливо, сприяючи розщепленню ADAM17, модулюючи баланс між рухливими та нерухомими (сенсорними) війками в лівому правому організаторі (LRO). MFNG-, RFNG- і LFNG-опосередкована модифікація залишків O-фукози в специфічних EGF-подібних доменах призводить до інгібування його активації JAG1 і посилення його активації DLL1 через посилення зв’язування з DLL1 (за подібністю).
- Убіквітованування Піддається «Lys-29»-пов’язаному поліубіквітуванню через ITCH; сприяє лізосомальній деградації неактивованого інтерналізованого NOTCH1 (PubMed:18628966, 23886940). Моноубіквітування на Lys-1759 необхідне для активації шляхом розщеплення гамма-секретази, воно сприяє взаємодії з AAK1, яка його стабілізує. Деубіквітація за допомогою EIF3F необхідна для ядерного імпорту активованого Notch.
- Гідроксилювання за Asn-1955 HIF1AN. Гідроксилювання за Asn-2022 HIF1AN (за подібністю). Гідроксилювання знижує спорідненість до HI1AN і, таким чином, може опосередковано модулювати негативну регуляцію NICD (за подібністю).
- Глікозилювання відбувається за залишками Asn41, Ser65, Thr73, Thr116, Ser146, Thr194, Thr232, Thr311, Ser341, Thr349, Ser378, Ser435, Ser458, Thr466, Ser496, Ser534, Ser609, Thr617, Ser647, Thr692, Ser722, Ser759 , Thr767, Ser784, Ser797, Thr805, Ser921, Ser951, Asn959, Thr997, Ser1027, Thr1035, Ser1065, Thr1159, Asn1179, Ser1189, Thr1197, Asn1241, Ser1273, Thr1362, Thr1379, Thr1402, Asn1489, Asn 1587 і Thr1725 [6]

## Механізм дії сигнального шляху Notch
Білок Notch пронизує клітинну мембрану, більшою своєю частною знаходячись ззовні клітини, а меншою - всередині та з внутнішього боку мембрани. Білки-ліганди, що зв’язуються з позаклітинним доменом, індукують протеолітичне відрізання та вивільнення внутрішньоклітинного домену, який далі потрапляє до клітинного ядра та бере участь у модифікації експресії генів.
Ця модель роботи, що передбачає відщеплення внутрішньоклітинного сегменту, була вперше запропонована в 1993 році на основі роботи, виконаної з Drosophila Notch і C. elegans lin-12  , та на підставі інформації першу онкогенну мутацію, що вражає людський ген Notch. Переконливі докази цієї моделі були надані в 1998 році в результаті досліджень на дрозофілі in vivo Гері Струлем  та в культурі клітин Рафаелем Копаном. І попри початкову критику даної моделі, вже до 2001 року було накопичено достатньо даних для того, аби вона вважалася незаперечною. 
Рецептори Notch зазвичай активуються через прямий міжклітинний контакт, при якому трансмембранні білки одних клітин утворюють безпосередній контакт із notch-рецепторами інших клітин та виступають для них лігандами. Зв'язування через Notch дозволяє групам клітин організовуватися таким чином, що якщо одна клітина виявляє певну ознаку, вона може бути вимкнена в сусідніх клітинах через notch-сигнал. Впливаючи одна на одну, групи клітин що таким чином взаємодіють здатні формувати великі структури. Механізми латерального гальмування є ключовими для Notch-сигналінгу. Notch та lin-12 визначають шлях розвиток бінарних клітин, оскільки латеральне інгібування включає механізми зворотного зв’язку для посилення початкових відмінностей. Виявлено, що сімейство рецепторів Notch/Lin-12/Glp-1  бере участь у специфікації долі клітин під час розвитку дрозофіли та C. elegans .
Notch каскад передбачає залучення Notch-рецепторів, лігандів Notch, а також внутрішньоклітинних білків, що передають сигнал Notch до ядра клітини.
Внутрішньоклітинний домен Notch утворює комплекс із CBF1 і Mastermind для активації транскрипції цільових генів. Структура цього комплексу наразі є визначеною і описаною.

## Асоційовані хвороби
Мутації даного гена асоційовані з такими хворобами, як хвороба аортального клапану 1, синдром Адамса-Олівера 5, Т-клітинна гостра лімфобластична лейкемія, хронічна лімфотична лейкемія, а також плоскоклітинна карцинома голови та шиї (squamous cell carcinoma). Активація  NOTCH корелює з пухлиногенезом у молочних залозах мишей, а підвищена експресія Notch рецепторів спостерігається при широкому спектрі карцином, включаючи цервікальну, колональну, легеневу, ниркову, панкреатичну, а також при лейкемії та раку грудей.

## Послідовність амінокислот
| 10         |  | 20         |  | 30         |  | 40         |  | 50         |
| ---------- |  | ---------- |  | ---------- |  | ---------- |  | ---------- |
| MPPLLAPLLC |  | LALLPALAAR |  | GPRCSQPGET |  | CLNGGKCEAA |  | NGTEACVCGG |
| AFVGPRCQDP |  | NPCLSTPCKN |  | AGTCHVVDRR |  | GVADYACSCA |  | LGFSGPLCLT |
| PLDNACLTNP |  | CRNGGTCDLL |  | TLTEYKCRCP |  | PGWSGKSCQQ |  | ADPCASNPCA |
| NGGQCLPFEA |  | SYICHCPPSF |  | HGPTCRQDVN |  | ECGQKPGLCR |  | HGGTCHNEVG |
| SYRCVCRATH |  | TGPNCERPYV |  | PCSPSPCQNG |  | GTCRPTGDVT |  | HECACLPGFT |
| GQNCEENIDD |  | CPGNNCKNGG |  | ACVDGVNTYN |  | CRCPPEWTGQ |  | YCTEDVDECQ |
| LMPNACQNGG |  | TCHNTHGGYN |  | CVCVNGWTGE |  | DCSENIDDCA |  | SAACFHGATC |
| HDRVASFYCE |  | CPHGRTGLLC |  | HLNDACISNP |  | CNEGSNCDTN |  | PVNGKAICTC |
| PSGYTGPACS |  | QDVDECSLGA |  | NPCEHAGKCI |  | NTLGSFECQC |  | LQGYTGPRCE |
| IDVNECVSNP |  | CQNDATCLDQ |  | IGEFQCICMP |  | GYEGVHCEVN |  | TDECASSPCL |
| HNGRCLDKIN |  | EFQCECPTGF |  | TGHLCQYDVD |  | ECASTPCKNG |  | AKCLDGPNTY |
| TCVCTEGYTG |  | THCEVDIDEC |  | DPDPCHYGSC |  | KDGVATFTCL |  | CRPGYTGHHC |
| ETNINECSSQ |  | PCRHGGTCQD |  | RDNAYLCFCL |  | KGTTGPNCEI |  | NLDDCASSPC |
| DSGTCLDKID |  | GYECACEPGY |  | TGSMCNINID |  | ECAGNPCHNG |  | GTCEDGINGF |
| TCRCPEGYHD |  | PTCLSEVNEC |  | NSNPCVHGAC |  | RDSLNGYKCD |  | CDPGWSGTNC |
| DINNNECESN |  | PCVNGGTCKD |  | MTSGYVCTCR |  | EGFSGPNCQT |  | NINECASNPC |
| LNQGTCIDDV |  | AGYKCNCLLP |  | YTGATCEVVL |  | APCAPSPCRN |  | GGECRQSEDY |
| ESFSCVCPTG |  | WQGQTCEVDI |  | NECVLSPCRH |  | GASCQNTHGG |  | YRCHCQAGYS |
| GRNCETDIDD |  | CRPNPCHNGG |  | SCTDGINTAF |  | CDCLPGFRGT |  | FCEEDINECA |
| SDPCRNGANC |  | TDCVDSYTCT |  | CPAGFSGIHC |  | ENNTPDCTES |  | SCFNGGTCVD |
| GINSFTCLCP |  | PGFTGSYCQH |  | DVNECDSQPC |  | LHGGTCQDGC |  | GSYRCTCPQG |
| YTGPNCQNLV |  | HWCDSSPCKN |  | GGKCWQTHTQ |  | YRCECPSGWT |  | GLYCDVPSVS |
| CEVAAQRQGV |  | DVARLCQHGG |  | LCVDAGNTHH |  | CRCQAGYTGS |  | YCEDLVDECS |
| PSPCQNGATC |  | TDYLGGYSCK |  | CVAGYHGVNC |  | SEEIDECLSH |  | PCQNGGTCLD |
| LPNTYKCSCP |  | RGTQGVHCEI |  | NVDDCNPPVD |  | PVSRSPKCFN |  | NGTCVDQVGG |
| YSCTCPPGFV |  | GERCEGDVNE |  | CLSNPCDARG |  | TQNCVQRVND |  | FHCECRAGHT |
| GRRCESVING |  | CKGKPCKNGG |  | TCAVASNTAR |  | GFICKCPAGF |  | EGATCENDAR |
| TCGSLRCLNG |  | GTCISGPRSP |  | TCLCLGPFTG |  | PECQFPASSP |  | CLGGNPCYNQ |
| GTCEPTSESP |  | FYRCLCPAKF |  | NGLLCHILDY |  | SFGGGAGRDI |  | PPPLIEEACE |
| LPECQEDAGN |  | KVCSLQCNNH |  | ACGWDGGDCS |  | LNFNDPWKNC |  | TQSLQCWKYF |
| SDGHCDSQCN |  | SAGCLFDGFD |  | CQRAEGQCNP |  | LYDQYCKDHF |  | SDGHCDQGCN |
| SAECEWDGLD |  | CAEHVPERLA |  | AGTLVVVVLM |  | PPEQLRNSSF |  | HFLRELSRVL |
| HTNVVFKRDA |  | HGQQMIFPYY |  | GREEELRKHP |  | IKRAAEGWAA |  | PDALLGQVKA |
| SLLPGGSEGG |  | RRRRELDPMD |  | VRGSIVYLEI |  | DNRQCVQASS |  | QCFQSATDVA |
| AFLGALASLG |  | SLNIPYKIEA |  | VQSETVEPPP |  | PAQLHFMYVA |  | AAAFVLLFFV |
| GCGVLLSRKR |  | RRQHGQLWFP |  | EGFKVSEASK |  | KKRREPLGED |  | SVGLKPLKNA |
| SDGALMDDNQ |  | NEWGDEDLET |  | KKFRFEEPVV |  | LPDLDDQTDH |  | RQWTQQHLDA |
| ADLRMSAMAP |  | TPPQGEVDAD |  | CMDVNVRGPD |  | GFTPLMIASC |  | SGGGLETGNS |
| EEEEDAPAVI |  | SDFIYQGASL |  | HNQTDRTGET |  | ALHLAARYSR |  | SDAAKRLLEA |
| SADANIQDNM |  | GRTPLHAAVS |  | ADAQGVFQIL |  | IRNRATDLDA |  | RMHDGTTPLI |
| LAARLAVEGM |  | LEDLINSHAD |  | VNAVDDLGKS |  | ALHWAAAVNN |  | VDAAVVLLKN |
| GANKDMQNNR |  | EETPLFLAAR |  | EGSYETAKVL |  | LDHFANRDIT |  | DHMDRLPRDI |
| AQERMHHDIV |  | RLLDEYNLVR |  | SPQLHGAPLG |  | GTPTLSPPLC |  | SPNGYLGSLK |
| PGVQGKKVRK |  | PSSKGLACGS |  | KEAKDLKARR |  | KKSQDGKGCL |  | LDSSGMLSPV |
| DSLESPHGYL |  | SDVASPPLLP |  | SPFQQSPSVP |  | LNHLPGMPDT |  | HLGIGHLNVA |
| AKPEMAALGG |  | GGRLAFETGP |  | PRLSHLPVAS |  | GTSTVLGSSS |  | GGALNFTVGG |
| STSLNGQCEW |  | LSRLQSGMVP |  | NQYNPLRGSV |  | APGPLSTQAP |  | SLQHGMVGPL |
| HSSLAASALS |  | QMMSYQGLPS |  | TRLATQPHLV |  | QTQQVQPQNL |  | QMQQQNLQPA |
| NIQQQQSLQP |  | PPPPPQPHLG |  | VSSAASGHLG |  | RSFLSGEPSQ |  | ADVQPLGPSS |
| LAVHTILPQE |  | SPALPTSLPS |  | SLVPPVTAAQ |  | FLTPPSQHSY |  | SSPVDNTPSH |
| QLQVPEHPFL |  | TPSPESPDQW |  | SSSSPHSNVS |  | DWSEGVSSPP |  | TSMQSQIARI |
| PEAFK      |  |            |  |            |  |            |  |            |

A: Аланін

C: Цистеїн

D: Аспарагінова кислота

E: Глутамінова кислота

F: Фенілаланін

G: Гліцин

H: Гістидин

I: Ізолейцин

K: Лізин

L: Лейцин

M: Метіонін

N: Аспарагін

P: Пролін

Q: Глутамін

R: Аргінін

S: Серин

T: Треонін

V: Валін

W: Триптофан

## Список джерел
1. ↑  Захворювання, генетично пов'язані з NOTCH1 переглянути/редагувати посилання на ВікіДаних.
2. ↑  Human PubMed Reference:.
3. ↑  Mouse PubMed Reference:.
4. ↑  HUGO Gene Nomenclature Commitee, HGNC:7881 (англ.) . Процитовано 7 вересня 2017.{{cite web}}:  Обслуговування CS1: Сторінки з параметром url-status, але без параметра archive-url (посилання)
5. ↑  UniProt, P46531 (англ.) . Архів оригіналу за 5 вересня 2017. Процитовано 7 вересня 2017.
6. 1 2 3 4 5  NOTCH1 Gene - Notch Receptor 1.
7. ↑  NOTCH1 notch receptor 1 [Homo sapiens (human)] - Gene - NCBI. www.ncbi.nlm.nih.gov. Процитовано 23 жовтня 2023.
8. ↑  Tanigaki, Kenji; Nogaki, Fumiaki; Takahashi, Jun; Tashiro, Kei; Kurooka, Hisanori; Honjo, Tasuku (2001-01). Notch1 and Notch3 Instructively Restrict bFGF-Responsive Multipotent Neural Progenitor Cells to an Astroglial Fate. Neuron (англ.). Т. 29, № 1. с. 45—55. doi:10.1016/S0896-6273(01)00179-9. Процитовано 23 жовтня 2023.
9. ↑  Gaiano, Nicholas; Nye, Jeffrey S.; Fishell, Gord (2000-05). Radial Glial Identity Is Promoted by Notch1 Signaling in the Murine Forebrain. Neuron (англ.). Т. 26, № 2. с. 395—404. doi:10.1016/S0896-6273(00)81172-1. Процитовано 23 жовтня 2023.
10. ↑  Chambers, Christopher B.; Peng, Ying; Nguyen, Hoang; Gaiano, Nicholas; Fishell, Gord; Nye, Jeffrey S. (1 березня 2001). Spatiotemporal selectivity of response to Notch1 signals in mammalian forebrain precursors. Development (англ.). Т. 128, № 5. с. 689—702. doi:10.1242/dev.128.5.689. ISSN 0950-1991. Процитовано 23 жовтня 2023.
11. ↑  Keilani, Serene; Sugaya, Kiminobu (2008-12). Reelin induces a radial glial phenotype in human neural progenitor cells by activation of Notch-1. BMC Developmental Biology (англ.). Т. 8, № 1. doi:10.1186/1471-213X-8-69. ISSN 1471-213X. Процитовано 23 жовтня 2023.{{cite news}}:  Обслуговування CS1: Сторінки із непозначеним DOI з безкоштовним доступом (посилання)
12. ↑  Sibbe, M.; Forster, E.; Basak, O.; Taylor, V.; Frotscher, M. (1 липня 2009). Reelin and Notch1 Cooperate in the Development of the Dentate Gyrus. Journal of Neuroscience (англ.). Т. 29, № 26. с. 8578—8585. doi:10.1523/JNEUROSCI.0958-09.2009. ISSN 0270-6474. Процитовано 23 жовтня 2023.
13. ↑  Foltz, Daniel R.; Santiago, Michelle C.; Berechid, Bridget E.; Nye, Jeffrey S. (2002-06). Glycogen Synthase Kinase-3β Modulates Notch Signaling and Stability. Current Biology (англ.). Т. 12, № 12. с. 1006—1011. doi:10.1016/S0960-9822(02)00888-6. Процитовано 23 жовтня 2023.
14. ↑  Sade, Hadassah; Krishna, Sudhir; Sarin, Apurva (2004-01). The Anti-apoptotic Effect of Notch-1 Requires p56 -dependent, Akt/PKB-mediated Signaling in T Cells. Journal of Biological Chemistry (англ.). Т. 279, № 4. с. 2937—2944. doi:10.1074/jbc.M309924200. Процитовано 23 жовтня 2023.{{cite news}}:  Обслуговування CS1: Сторінки із непозначеним DOI з безкоштовним доступом (посилання)
15. ↑  Wu, Lizi; Aster, Jon C.; Blacklow, Stephen C.; Lake, Robert; Artavanis-Tsakonas, Spyros; Griffin, James D. (2000-12). MAML1, a human homologue of Drosophila Mastermind, is a transcriptional co-activator for NOTCH receptors. Nature Genetics (англ.). Т. 26, № 4. с. 484—489. doi:10.1038/82644. ISSN 1061-4036. Процитовано 23 жовтня 2023.
16. ↑  Wu, Lizi; Sun, Tao; Kobayashi, Karla; Gao, Ping; Griffin, James D. (1 листопада 2002). Identification of a Family of Mastermind-Like Transcriptional Coactivators for Mammalian Notch Receptors. Molecular and Cellular Biology (англ.). Т. 22, № 21. с. 7688—7700. doi:10.1128/MCB.22.21.7688-7700.2002. ISSN 1098-5549. Процитовано 23 жовтня 2023.
17. ↑  Blokzijl, Andries; Dahlqvist, Camilla; Reissmann, Eva; Falk, Anna; Moliner, Annalena; Lendahl, Urban; Ibáñez, Carlos F. (24 листопада 2003). Cross-talk between the Notch and TGF-β signaling pathways mediated by interaction of the Notch intracellular domain with Smad3. The Journal of Cell Biology (англ.). Т. 163, № 4. с. 723—728. doi:10.1083/jcb.200305112. ISSN 1540-8140. Процитовано 23 жовтня 2023.
18. ↑  Guan, E; Wang, J; Laborda, J; Norcross, M; Baeuerle, P A; Hoffman, T (1 травня 1996). T cell leukemia-associated human Notch/translocation-associated Notch homologue has I kappa B-like activity and physically interacts with nuclear factor-kappa B proteins in T cells. The Journal of experimental medicine (англ.). Т. 183, № 5. с. 2025—2032. doi:10.1084/jem.183.5.2025. ISSN 0022-1007. Процитовано 23 жовтня 2023.
19. ↑  Wang, Jinhai; Shelly, Lesile; Miele, Lucio; Boykins, Robert; Norcross, Michael A.; Guan, Ennan (1 липня 2001). Human Notch-1 Inhibits NF-κB Activity in the Nucleus Through a Direct Interaction Involving a Novel Domain. The Journal of Immunology (англ.). Т. 167, № 1. с. 289—295. doi:10.4049/jimmunol.167.1.289. ISSN 0022-1767. Процитовано 23 жовтня 2023.
20. ↑  Sakamoto, Kei; Yamaguchi, Shunji; Ando, R.; Miyawaki, Atsushi; Kabasawa, Yuji; Takagi, Minoru; Li, Chang Long; Perbal, Bernard; Katsube, Ken-ichi (2002-08). The Nephroblastoma Overexpressed Gene (NOV/ccn3) Protein Associates with Notch1 Extracellular Domain and Inhibits Myoblast Differentiation via Notch Signaling Pathway. Journal of Biological Chemistry (англ.). Т. 277, № 33. с. 29399—29405. doi:10.1074/jbc.M203727200. Процитовано 23 жовтня 2023.{{cite news}}:  Обслуговування CS1: Сторінки із непозначеним DOI з безкоштовним доступом (посилання)
21. ↑  Nam, Yunsun; Weng, Andrew P.; Aster, Jon C.; Blacklow, Stephen C. (2003-06). Structural Requirements for Assembly of the CSL·Intracellular Notch1·Mastermind-like 1 Transcriptional Activation Complex. Journal of Biological Chemistry (англ.). Т. 278, № 23. с. 21232—21239. doi:10.1074/jbc.M301567200. Процитовано 23 жовтня 2023.{{cite news}}:  Обслуговування CS1: Сторінки із непозначеним DOI з безкоштовним доступом (посилання)
22. ↑  Aster, Jon C.; Robertson, Erle S.; Hasserjian, Robert P.; Turner, Jerrold R.; Kieff, Elliott; Sklar, Jeffrey (1997-04). Oncogenic Forms of NOTCH1 Lacking Either the Primary Binding Site for RBP-Jκ or Nuclear Localization Sequences Retain the Ability to Associate with RBP-Jκ and Activate Transcription. Journal of Biological Chemistry (англ.). Т. 272, № 17. с. 11336—11343. doi:10.1074/jbc.272.17.11336. Процитовано 23 жовтня 2023.{{cite news}}:  Обслуговування CS1: Сторінки із непозначеним DOI з безкоштовним доступом (посилання)
23. ↑  Beatus, Paul; Lundkvist, Johan; Öberg, Camilla; Pedersen, Kia; Lendahl, Urban (2001-06). The origin of the ankyrin repeat region in Notch intracellular domains is critical for regulation of HES promoter activity. Mechanisms of Development (англ.). Т. 104, № 1-2. с. 3—20. doi:10.1016/S0925-4773(01)00373-2. Процитовано 23 жовтня 2023.
24. ↑  Zhou, Sifang; Fujimuro, Masahiro; Hsieh, James J.-D.; Chen, Lin; Miyamoto, Alison; Weinmaster, Gerry; Hayward, S. Diane (1 квітня 2000). SKIP, a CBF1-Associated Protein, Interacts with the Ankyrin Repeat Domain of NotchIC To Facilitate NotchIC Function. Molecular and Cellular Biology (англ.). Т. 20, № 7. с. 2400—2410. doi:10.1128/MCB.20.7.2400-2410.2000. ISSN 1098-5549. Процитовано 23 жовтня 2023.
25. ↑  Chastagner, Patricia; Israël, Alain; Brou, Christel (16 липня 2008). Wölfl, Stefan (ред.). AIP4/Itch Regulates Notch Receptor Degradation in the Absence of Ligand. PLoS ONE (англ.). Т. 3, № 7. с. e2735. doi:10.1371/journal.pone.0002735. ISSN 1932-6203. Процитовано 23 жовтня 2023.{{cite news}}:  Обслуговування CS1: Сторінки із непозначеним DOI з безкоштовним доступом (посилання)
26. ↑  Yeh, Tien-Shun; Lin, Yu-Min; Hsieh, Rong-Hong; Tseng, Min-Jen (2003-10). Association of Transcription Factor YY1 with the High Molecular Weight Notch Complex Suppresses the Transactivation Activity of Notch. Journal of Biological Chemistry (англ.). Т. 278, № 43. с. 41963—41969. doi:10.1074/jbc.M304353200. Процитовано 23 жовтня 2023.{{cite news}}:  Обслуговування CS1: Сторінки із непозначеним DOI з безкоштовним доступом (посилання)
27. ↑  Lim, R.; Sugino, T.; Nolte, H.; Andrade, J.; Zimmermann, B.; Shi, C.; Doddaballapur, A.; Ong, Y. T.; Wilhelm, K. (12 квітня 2019). Deubiquitinase USP10 regulates Notch signaling in the endothelium. Science (англ.). Т. 364, № 6436. с. 188—193. doi:10.1126/science.aat0778. ISSN 0036-8075. Процитовано 23 жовтня 2023.
28. ↑  UniProt. www.uniprot.org. Процитовано 24 жовтня 2023.
29. ↑  Oswald, Franz; Täuber, Birgitt; Dobner, Thomas; Bourteele, Soizic; Kostezka, Ulrike; Adler, Guido; Liptay, Susanne; Schmid, Roland M. (1 листопада 2001). p300 Acts as a Transcriptional Coactivator for Mammalian Notch-1. Molecular and Cellular Biology (англ.). Т. 21, № 22. с. 7761—7774. doi:10.1128/MCB.21.22.7761-7774.2001. ISSN 1098-5549. Процитовано 23 жовтня 2023.
30. ↑  Lieber, T; Kidd, S; Alcamo, E; Corbin, V; Young, M W (1993-10). Antineurogenic phenotypes induced by truncated Notch proteins indicate a role in signal transduction and may point to a novel function for Notch in nuclei. Genes & Development (англ.). Т. 7, № 10. с. 1949—1965. doi:10.1101/gad.7.10.1949. ISSN 0890-9369. Процитовано 23 жовтня 2023.
31. ↑  Struhl, Gary; Fitzgerald, Kevin; Greenwald, Iva (1993-07). Intrinsic activity of the lin-12 and Notch intracellular domains in vivo. Cell (англ.). Т. 74, № 2. с. 331—345. doi:10.1016/0092-8674(93)90424-O. Процитовано 23 жовтня 2023.
32. ↑  Ellisen, Leif W.; Bird, Jeffrey; West, Daniel C.; Soreng, A.Lee; Reynolds, Thomas C.; Smith, Stephen D.; Sklar, Jeffrey (1991-08). TAN-1, the human homolog of the Drosophila Notch gene, is broken by chromosomal translocations in T lymphoblastic neoplasms. Cell (англ.). Т. 66, № 4. с. 649—661. doi:10.1016/0092-8674(91)90111-B. Процитовано 23 жовтня 2023.
33. ↑  Struhl, Gary; Adachi, Atsuko (1998-05). Nuclear Access and Action of Notch In Vivo. Cell (англ.). Т. 93, № 4. с. 649—660. doi:10.1016/S0092-8674(00)81193-9. Процитовано 23 жовтня 2023.
34. ↑  Schroeter, Eric H.; Kisslinger, Jeffrey A.; Kopan, Raphael (1998-05). Notch-1 signalling requires ligand-induced proteolytic release of intracellular domain. Nature (англ.). Т. 393, № 6683. с. 382—386. doi:10.1038/30756. ISSN 0028-0836. Процитовано 23 жовтня 2023.
35. ↑  Artavanis-Tsakonas, Spyros; Rand, Matthew D.; Lake, Robert J. (30 квітня 1999). Notch Signaling: Cell Fate Control and Signal Integration in Development. Science (англ.). Т. 284, № 5415. с. 770—776. doi:10.1126/science.284.5415.770. ISSN 0036-8075. Процитовано 23 жовтня 2023.
36. 1 2  Greenwald, Iva (1 липня 2012). Notch and the Awesome Power of Genetics. Genetics (англ.). Т. 191, № 3. с. 655—669. doi:10.1534/genetics.112.141812. ISSN 1943-2631. Процитовано 23 жовтня 2023.
37. ↑  Struhl, Gary; Greenwald, Iva (2 січня 2001). Presenilin-mediated transmembrane cleavage is required for Notch signal transduction in Drosophila. Proceedings of the National Academy of Sciences (англ.). Т. 98, № 1. с. 229—234. doi:10.1073/pnas.98.1.229. ISSN 0027-8424. Процитовано 23 жовтня 2023.
38. ↑  Artavanis-Tsakonas, Spyros; Matsuno, Kenji; Fortini, Mark E. (14 квітня 1995). Notch Signaling. Science (англ.). Т. 268, № 5208. с. 225—232. doi:10.1126/science.7716513. ISSN 0036-8075. Процитовано 23 жовтня 2023.
39. ↑  Singson, Andrew; Mercer, Kristina B; L'Hernault, Steven W (1998-04). The C. elegans spe-9 Gene Encodes a Sperm Transmembrane Protein that Contains EGF-like Repeats and Is Required for Fertilization. Cell (англ.). Т. 93, № 1. с. 71—79. doi:10.1016/S0092-8674(00)81147-2. Процитовано 23 жовтня 2023.
40. ↑  Nam, Yunsun; Sliz, Piotr; Song, Luyan; Aster, Jon C.; Blacklow, Stephen C. (2006-03). Structural Basis for Cooperativity in Recruitment of MAML Coactivators to Notch Transcription Complexes. Cell (англ.). Т. 124, № 5. с. 973—983. doi:10.1016/j.cell.2005.12.037. Процитовано 23 жовтня 2023.
41. ↑  Wilson, Jeffrey J.; Kovall, Rhett A. (2006-03). Crystal Structure of the CSL-Notch-Mastermind Ternary Complex Bound to DNA. Cell (англ.). Т. 124, № 5. с. 985—996. doi:10.1016/j.cell.2006.01.035. Процитовано 23 жовтня 2023.